# Списак споменика културе у Расинском округу
Следи списак споменика културе у Расинском округу.
| ИД      | Слика                                        | Назив                                        | Адреса               | Координате                                     | Место                    | Градска општина | Општина       | Надлежни завод |
| ------- | -------------------------------------------- | -------------------------------------------- | -------------------- | ---------------------------------------------- | ------------------------ | --------------- | ------------- | -------------- |
| СК 157  | Црква Лазарица                               | Црква Лазарица                               |                      | 43.5841°N 21.321236°E / 43.5841, 21.321236     | Крушевац                 |                 | Крушевац      | КРАЉЕВО        |
| СК 169  | Средњовековни град Сталаћ (Тодорова кула)    | Средњовековни град Сталаћ (Тодорова кула)    |                      | 43.670324°N 21.404236°E / 43.670324, 21.404236 | Град Сталаћ              |                 | Ћићевац       | КРАЉЕВО        |
| СК 172  | Средњовековни град Козник                    | Средњовековни град Козник                    |                      | 43.457093°N 20.965899°E / 43.457093, 20.965899 |                          |                 | Брус          | КРАЉЕВО        |
| СК 174  | Манастир Лепенац                             | Манастир Лепенац                             |                      | 43.357481°N 21.066882°E / 43.357481, 21.066882 | Лепенац (Брус)           |                 | Брус          | КРАЉЕВО        |
| СК 175  | Манастир Велуће                              | Манастир Велуће                              |                      | 43.535981°N 21.089667°E / 43.535981, 21.089667 | Велуће                   |                 | Трстеник      | КРАЉЕВО        |
| СК 176  | Манастир Руденица                            | Манастир Руденица                            |                      | 43.505795°N 21.086105°E / 43.505795, 21.086105 | Руденице (Александровац) |                 | Александровац | КРАЉЕВО        |
| СК 177  | Манастир Дренча (Манастир Душманица)         | Манастир Дренча (Манастир Душманица)         |                      | 43.475688°N 21.054715°E / 43.475688, 21.054715 | Дренча                   |                 | Александровац | КРАЉЕВО        |
| СК 183  | Манастир Љубостиња                           | Манастир Љубостиња                           |                      | 43.651479°N 20.997399°E / 43.651479, 20.997399 | Прњавор (Трстеник)       |                 | Трстеник      | КРАЉЕВО        |
| СК 187  | Манастир Наупара                             | Манастир Наупара                             |                      | 43.477806°N 21.309951°E / 43.477806, 21.309951 | Наупаре                  |                 | Крушевац      | КРАЉЕВО        |
| СК 370  | Средњовековни град Грабовац (Јеринин град)   | Средњовековни град Грабовац (Јеринин град)   |                      | 43.63592°N 20.973541°E / 43.63592, 20.973541   | Грабовац (Трстеник)      |                 | Трстеник      | КРАЉЕВО        |
| СК 394  | Зграда Окружног начелства у Крушевцу         | Зграда Окружног начелства у Крушевцу         | Газиместанска 1      | 43.584067°N 21.324267°E / 43.584067, 21.324267 | Крушевац                 |                 | Крушевац      | КРАЉЕВО        |
| СК 404  | Пошаљи фотографију                           | Црква Светих Петра и Павла у Кривој Реци     |                      | 43.385511°N 20.901336°E / 43.385511, 20.901336 | Крива Река (Брус)        |                 | Брус          | КРАЉЕВО        |
| СК 408  | Манастир Милентија (Црква Св. Стефана)       | Манастир Милентија (Црква Св. Стефана)       |                      | 43.435221°N 20.990311°E / 43.435221, 20.990311 | Осреци (Брус)            |                 | Брус          | КРАЉЕВО        |
| СК 485  | Катића кућа у Трстенику                      | Катића кућа у Трстенику                      | Кнегиње Милице 17    | 43.619984°N 21.000794°E / 43.619984, 21.000794 | Трстеник                 |                 | Трстеник      | КРАЉЕВО        |
| СК 512  | Црква Светог Јована у Стеванцу               | Црква Светог Јована у Стеванцу               |                      | 43.647884°N 21.418671°E / 43.647884, 21.418671 | Стеванац                 |                 | Ћићевац       | КРАЉЕВО        |
| СК 513  | Пошаљи фотографију                           | Црква Светог Марка у Јаковцу                 |                      | 43.646262°N 21.441094°E / 43.646262, 21.441094 | Јаковац                  |                 | Ћићевац       | КРАЉЕВО        |
| СК 517  | Симића кућа у Крушевцу                       | Симића кућа у Крушевцу                       | Милоја Закићa 4      | 43.582132°N 21.326124°E / 43.582132, 21.326124 | Крушевац                 |                 | Крушевац      | КРАЉЕВО        |
| СК 537  | Пошаљи фотографију                           | Кућа народног хероја Мирка Томића            |                      | 43.692965°N 21.213116°E / 43.692965, 21.213116 | Парцане                  |                 | Варварин      | КРАЉЕВО        |
| СК 673  | Виноградарски подрум Верке Лапчевић          | Виноградарски подрум Верке Лапчевић          |                      |                                                | Стањево                  |                 | Александровац | КРАЉЕВО        |
| СК 674  | Црква Св. арханђела Гаврила у Горњем Рибнику | Црква Св. арханђела Гаврила у Горњем Рибнику |                      | 43.597953°N 21.056321°E / 43.597953, 21.056321 | Горњи Рибник (Трстеник)  |                 | Трстеник      | КРАЉЕВО        |
| СК 892  | Пошаљи фотографију                           | Воденице моравке на Западној Морави          |                      | 43.604308°N 21.238157°E / 43.604308, 21.238157 | Кукљин                   |                 | Крушевац      | КРАЉЕВО        |
| СК 894  | Поп Маркова кућа                             | Поп Маркова кућа                             | 29. новембра         | 43.458853°N 21.04623°E / 43.458853, 21.04623   | Александровац            |                 | Александровац | КРАЉЕВО        |
| СК 900  | Зграда Уметничке галерије у Крушевцу         | Зграда Уметничке галерије у Крушевцу         | Милоја Закића 12     | 43.581257°N 21.325299°E / 43.581257, 21.325299 | Крушевац                 |                 | Крушевац      | КРАЉЕВО        |
| СК 903  | Црква Светог Арханђела у Сталаћу             | Црква Светог Арханђела у Сталаћу             |                      |                                                | Сталаћ                   |                 | Ћићевац       | КРАЉЕВО        |
| СК 910  | Пошаљи фотографију                           | Кућа Милице Ивановић                         | Маршала Тита         |                                                | Трстеник                 |                 | Трстеник      | КРАЉЕВО        |
| СК 952  | Кућа Љубице Милосављевић                     | Кућа Љубице Милосављевић                     | Кнегиње Милице 44    | 43.618761°N 21.003658°E / 43.618761, 21.003658 | Трстеник                 |                 | Трстеник      | КРАЉЕВО        |
| СК 958  | Црква Св. Богородице у Боранцима             | Црква Св. Богородице у Боранцима             |                      | 43.197981°N 20.91683°E / 43.197981, 20.91683   | Боранци                  |                 | Брус          | КРАЉЕВО        |
| СК 967  | Споменик косовским јунацима у Крушевцу       | Споменик косовским јунацима у Крушевцу       | Трг косовских јунака | 43.582466°N 21.326812°E / 43.582466, 21.326812 | Крушевац                 |                 | Крушевац      | КРАЉЕВО        |
| СК 975  | Црква Светог Николе у Браљини                | Црква Светог Николе у Браљини                |                      | 43.663425°N 21.479514°E / 43.663425, 21.479514 | Браљина (Ћићевац)        |                 | Ћићевац       | КРАЉЕВО        |
| СК 1063 | Црква Светог Духа у Сталаћу                  | Црква Светог Духа у Сталаћу                  |                      | 43.672652°N 21.405309°E / 43.672652, 21.405309 | Сталаћ                   |                 | Ћићевац       | КРАЉЕВО        |
| СК 1122 | Кнез Милетина воденица                       | Кнез Милетина воденица                       |                      | 43.717946°N 21.354513°E / 43.717946, 21.354513 | Варварин                 |                 | Варварин      | КРАЉЕВО        |
| СК 1503 | Црква Св. Петра и Павла у Јелакцима          | Црква Св. Петра и Павла у Јелакцима          |                      |                                                | Јелакци                  |                 | Александровац | КРАЉЕВО        |
| СК 1660 | Црква Светог Николе у Великој Врбници        | Црква Светог Николе у Великој Врбници        |                      | 43.526678°N 21.205112°E / 43.526678, 21.205112 | Велика Врбница           |                 | Александровац | КРАЉЕВО        |
| СК 1958 | Црква Вазнесења Господњег у Кожетину         | Црква Вазнесења Господњег у Кожетину         |                      | 48.11860°N 50.2789°E / 48.11860, 50.2789       | Кожетин                  |                 | Александровац | КРАЉЕВО        |